# Corinne Michelle West
Corinne Michelle West, nota anche con lo pseudonimo di Michael West (Chicago, 1908 – New York, 1991), è stata una pittrice statunitense, fra i primi sostenitori dell'espressionismo astratto e dell'action painting.

## Biografia

### Gioventù
Corinne Michelle West nasce nel 1908 a Chicago, Illinois, seconda di due figli. I genitori sono William West Jr. e May Westerman, sorella minore del fumettista politico Harry James Westerman (1876-1945). Entrambi i genitori amano la musica: il padre suona il violino e la madre il pianoforte.
Nel 1911 la famiglia si trasferisce a Columbus, in Ohio, e nel 1925 a Cincinnati, dove Corinne, sulle orme dei genitori, studia pianoforte al Conservatory of Music, diventando un'abile esecutrice di Rachmaninoff. All'età di diciotto anni cambia indirizzo, e si dedica alla ritrattistica e alla recitazione, diplomandosi nel 1930 alla Cincinnati Art Academy. Recita come attrice al Cincinnati Actors Theater interpretando il ruolo di Vivian nella commedia di Jerome K. Jerome The passing of the Third Floor Back, in cui l'attore teatrale Randolph Nelson (1909–1978), che sposerà nel 1931, ha il ruolo principale.

### Inizio della carriera artistica
(Michael West, 1946)
Un divorzio pone fine al matrimonio dopo breve tempo. Nel 1932 West decide di trasferirsi a New York, dove inizia a studiare pittura all'Art Student's League con Hans Hofman, precursore dell'action painting, che avrà un'importante influenza sul suo futuro sviluppo artistico.
Nel 1934 stringe amicizia con il pittore Arshile Gorky, con cui ha una relazione amorosa; lui le chiederà più volte di sposarlo, ma lei non accetterà per timore di perdere la propria indipendenza e di compromettere la propria carriera artistica. Su consiglio di Gorki, e assecondando un uso comune fra le pittrici del tempo, come ad esempio Lee Krasner e George (Grace) Hartigan, Corinne assume un nome maschile per firmare le sue opere: Mikael, anglicizzato dal 1941 in Michael. Gorki la introduce nell'ambiente artistico del tempo e la avvicina al surrealismo europeo. West legge le opere di André Breton e Lautréamont e applica alla sua arte i principi della creatività inconscia.
Nel 1935 espone alla 22ª mostra annuale degli artisti alla Rochester Memorial Art Gallery e il suo dipinto, Portrait of Manuella, ottiene gli elogi dalla critica. L'anno seguente ha la sua prima mostra personale al Rochester Arts Club e ottiene un notevole successo.
Nel 1939 espone Plastic Spatial Concept e nella mostra che si svolgerà due anni dopo, sempre alla Rochester Memorial Art Gallery, il suo Abstract Still Life sarà acclamato dalla critica.
I dipinti di West tra la metà degli anni Trenta e la metà degli anni Quaranta sono in stile cubista, come ad esempio Poet in a Brown Hat (1941), Egian Girl (1942). In particolare si ispira il lavoro di Picasso e di Juan Gris. Successivamente prende spunto dal neoplasticismo di Mondrian. Molte delle sue opere guadagnano i favori della stampa, tra cui una serie di disegni esposti alla Rochester Fingerlakes Exhibition nel 1943.
Nel 1946 West conosce Jackson Pollock e prende parte all'ambiente artistico degli espressionisti astratti di New York. Stringe particolare amicizia con il pittore Richard Poussette-Dart, uno dei promotori della New York School, con cui condivide l'aspetto spirituale dell'esperienza artistica, l'interesse per la filosofia, il misticismo e la metafisica. Espone i suoi dipinti in una mostra collettiva alla Pinacotheca Gallery insieme a Rothko, Adolph Gottlieb e altri artisti che entreranno a far parte della New York School.
Alla fine degli anni Quaranta, oltre ad includere oggetti nelle sue tele, come chiodi, matite, sabbia, è una fra le prime artiste a sviluppare la colorazione come espressione artistica.
Nel 1948 espone in una mostra collettiva alla Rose Fried Gallery di New York e, nello stesso anno, sposa a Manhattan il regista e fotografo di guerra Francis Lee, con cui avrà un figlio. Lee le fa conoscere Joan Miró e Robert Motherwell, e critici influenti come Harold Rosenberg.

### Gli anni Cinquanta
West cerca di dare una risposta personale all'espressionismo astratto, come nei dipinti Nihilism (1949), in cui strofina la sabbia su un elaborato dipinto a goccia e Dagger of Light (1951), entrambi espressione della sua preoccupazione per la proliferazione nucleare e per la guerra fredda, un'ansia rilevabile anche nelle opere che espone alla mostra collettiva del 1953 alla Stable Gallery di Manhattan, cui partecipa con Willem de Kooning, Franz Kline, Helen Frankenthaler e Philip Guston. Le sue tele presentano diverse stratificazioni di pittura, su cui l'artista a volte interviene con delicati lavaggi per cancellare parti della composizione. Esplosioni di vernice argentata coprono opere come Harlequin (del 1946, modificato negli anni '50) e Space Poetry (1956).
West pratica l'action painting in Transfiguration (1948), Harlequin (1946), Road to the Sea (1955), Space Poetry (1956) e Gento Niese (1978). Tecnicamente vicina a Pollock, dipinge muovendosi intorno alla tela distesa sul pavimento; per ottenere una superficie ruvida e densa, usa spesso una spatola e la vernice direttamente dal tubo di colore.
Negli anni Cinquanta è influenzata dagli approcci calligrafici del buddismo zen e dell'arte informale europea. Alcuni dipinti, come Continuity of Change (Still Life, 1956-57), si ispirano alla filosofia di Henri Bergson, ai suoi concetti di flusso, movimento, tempo e percezione. Nel 1957 tiene una mostra personale alla Uptown Gallery di New York City, seguita l'anno successivo da una mostra personale alla Domino Gallery di Georgetown, Washington, DC.

### Gli anni Sessanta e Settanta
Negli anni Sessanta e Settanta tiene tre mostre personali alla Granite Gallery, Imaginary Art e Woman Art Gallery, tutte a New York. Il suo stile in questi anni diventa più sperimentale; in diverse opere utilizza pennellate spesse e nere, come in Epilogue (1969). Produce numerose tele che si riferiscono a eventi contemporanei, come l'assassinio di Kennedy, e scrive diverse poesie sulla guerra del Vietnam. Molti sono i dipinti in bianco e nero, cui aggiunge colori vibranti come il rosso, il giallo e l'arancio: Generations (1974), Totem (1974).
Nel 1976 viene colpita da un ictus che la allontana dalle scene. La sua ultima mostra è del 1979, alla WomanArt Gallery, conclusa la quale si sente stanca e decide di voler solo dipingere.

### Ultimi anni di vita
Negli ultimi dieci anni di vita West vive in ristrettezze economiche ed è costretta a fare affidamento ai sussidi pubblici. Muore nel 1991 a New York, all'età di 83 anni, dimenticata dagli ambienti artistici, senza alcun riconoscimento.

### Eredità
Le opere di West conservate nella sua casa di New York hanno rischiato di andare perdute dopo la sua morte. Ricordata dalla critica d'arte più come musa di Arshile Gorky che come artista a pieno titolo, non avendo lascito testamento, e in assenza di eredi interessati alla sua proprietà, la città di New York aveva infatti messo in vendita l'appartamento dell'artista nell'Upper West Side, compresi i suoi dipinti e documenti. Per un caso fortuito Stuart Friedman, un fotografo d'arte in possesso di un quadro di West del 1942, che casualmente aveva appreso della vendita municipale, ha acquistato per un prezzo irrisorio i dipinti e l'archivio giacenti nella sua casa.
Dopo essere stato conservato per circa 25 anni nel garage dei Friedman, nel 2019 la New York Hollis Taggart Gallery ha rilevato l'intero lotto e organizzato qualche mese più tardi la mostra "Space Poetry: The Action Paintings of Michael West", di cui è stato pubblicato online il catalogo. A questo evento è seguita nel 2020 la mostra online "We Come Alive and Dream", il cui titolo è tratto dal verso finale della poesia di West The New Art (1945), che esplora il rapporto tra le sue poesie, i suoi saggi, gli appunti e la sua pittura gestuale.
Sempre la New York Hollis Taggart Gallery nel 2021 ha promosso il Michael Corinne West Catalogue Raisonné Project (MCWCR), con l'intento di preservare e valorizzare i dipinti e gli scritti dell'artista.

### Poesie e scritti
West è stata anche autrice di poesie e di altri scritti. Negli anni Quaranta ha composto una serie di circa 50 poesie, fra cui The New Art (1942), Poem: to painting (1944), una poesia dedicata all'amico pittore Richard Pousette-Dart, To a Great Mystic (1945). Nel 1968 alcune sue poesie sono ispirate alla guerra del Vietnam. Una raccolta dei suoi versi e scritti è stata stampata in un'edizione di 25 esemplari dal titolo Greenwich Village and other poems and art.
Dagli anni Quaranta West ha iniziato a tenere "Notes on Art", annotazioni di teoria dell'arte, spiritualità, politica e altri argomenti culturali, spesso in risposta agli scritti di altri, come quelli del filosofo francese Jacques Maritain.